# Solpuga roeweri
Solpuga roeweri es una especie de arácnido  del orden Solifugae de la familia Solpugidae.

## Distribución geográfica
Se distribuye por Kenia.